# Diadegma crataegi
Diadegma crataegi là một loài tò vò trong họ Ichneumonidae.